# 達爾文·巴恩尼
達爾文·詹姆斯·庫南恩·巴恩尼（英語：Darwin James Kunane Barney，1985年11月8日—），為美國職棒大聯盟的二壘手，生涯曾效力過小熊、道奇與藍鳥等球隊。他在2012年同時拿下金手套獎和防守聖經獎。

## 職業生涯

### 芝加哥小熊

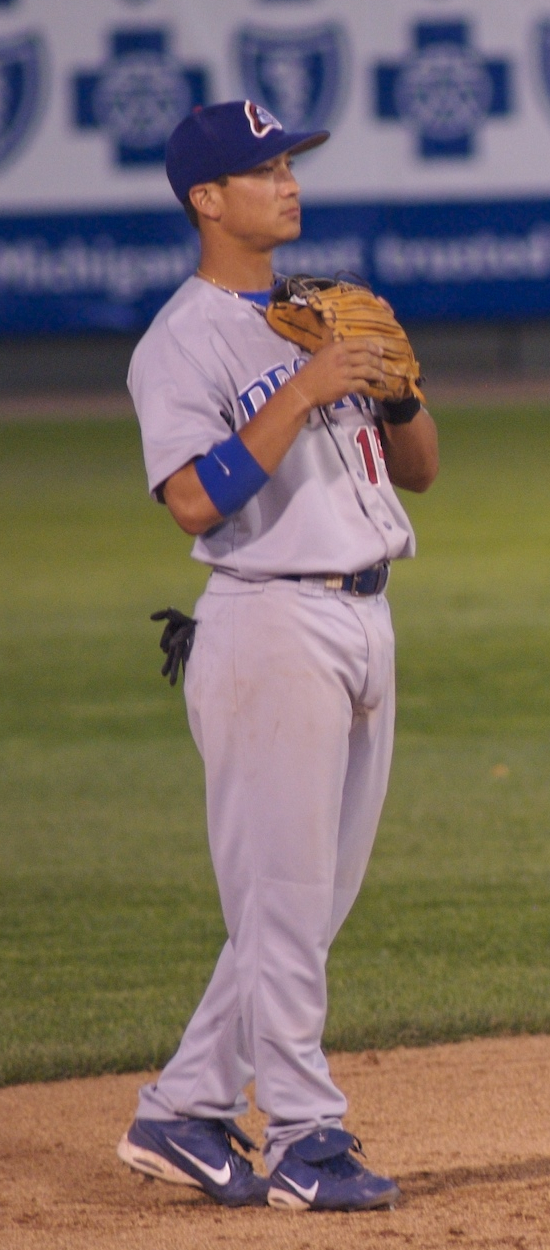
2007年的巴恩尼

2007年美國職棒大聯盟選秀，巴恩尼在第四輪127順位被小熊隊選走。他在小聯盟待了3年多，並於2010年8月12日登上大聯盟。這年他出賽30場比賽，打擊率為2成41。

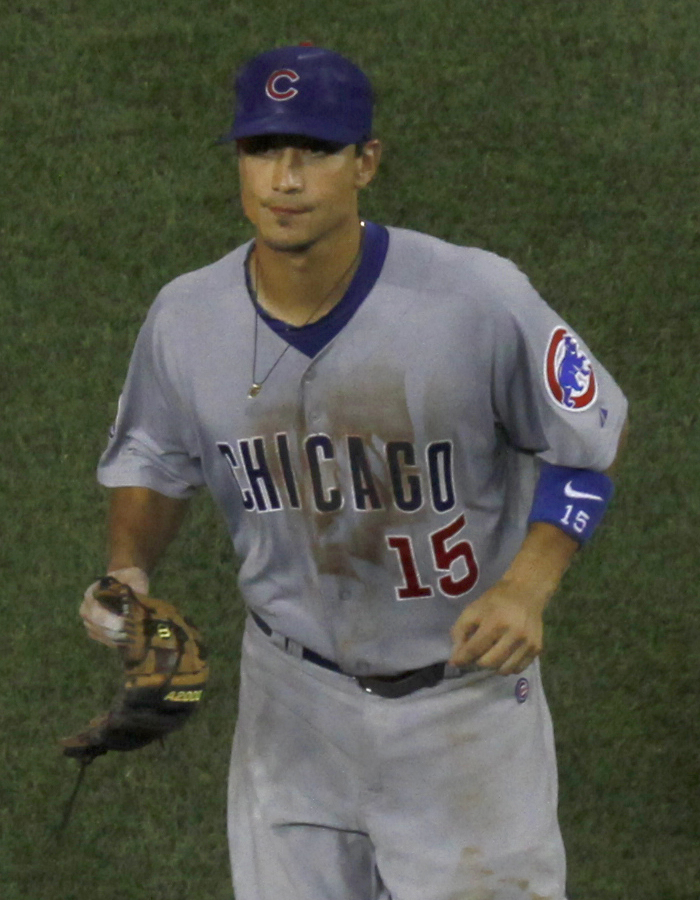
2011年的巴恩尼

2011年，巴恩尼靠著春訓優異的表現擠進開季名單。他在第一個月繳出3成26打擊率與14分打點的成績，拿下國聯單月最佳新人。這年他的打擊率為2成76，並在新人王票選上拿下第七名。
2012年，巴恩尼拿下防守聖經獎。同年他還拿下金手套獎，成為小熊隊睽違31年來的第一人。這年他僅發生2次守備失誤，其中更是達成連續141場比賽無失誤的大聯盟紀錄。該年他敲出7轟與44分打點也都是生涯新高。
2013年，巴恩尼雖然在季初受傷，不過他後來仍出賽141場比賽。整季打擊率為2成08，並敲出7轟與41分打點。整季守備率高達9成93，巴恩尼後來在金手套獎上拿下第二名，僅次於布蘭登·菲利浦斯。
2014年7月22日，巴恩尼的打擊率僅有2成30，因此他遭到球隊指定讓渡。

### 洛杉磯道奇

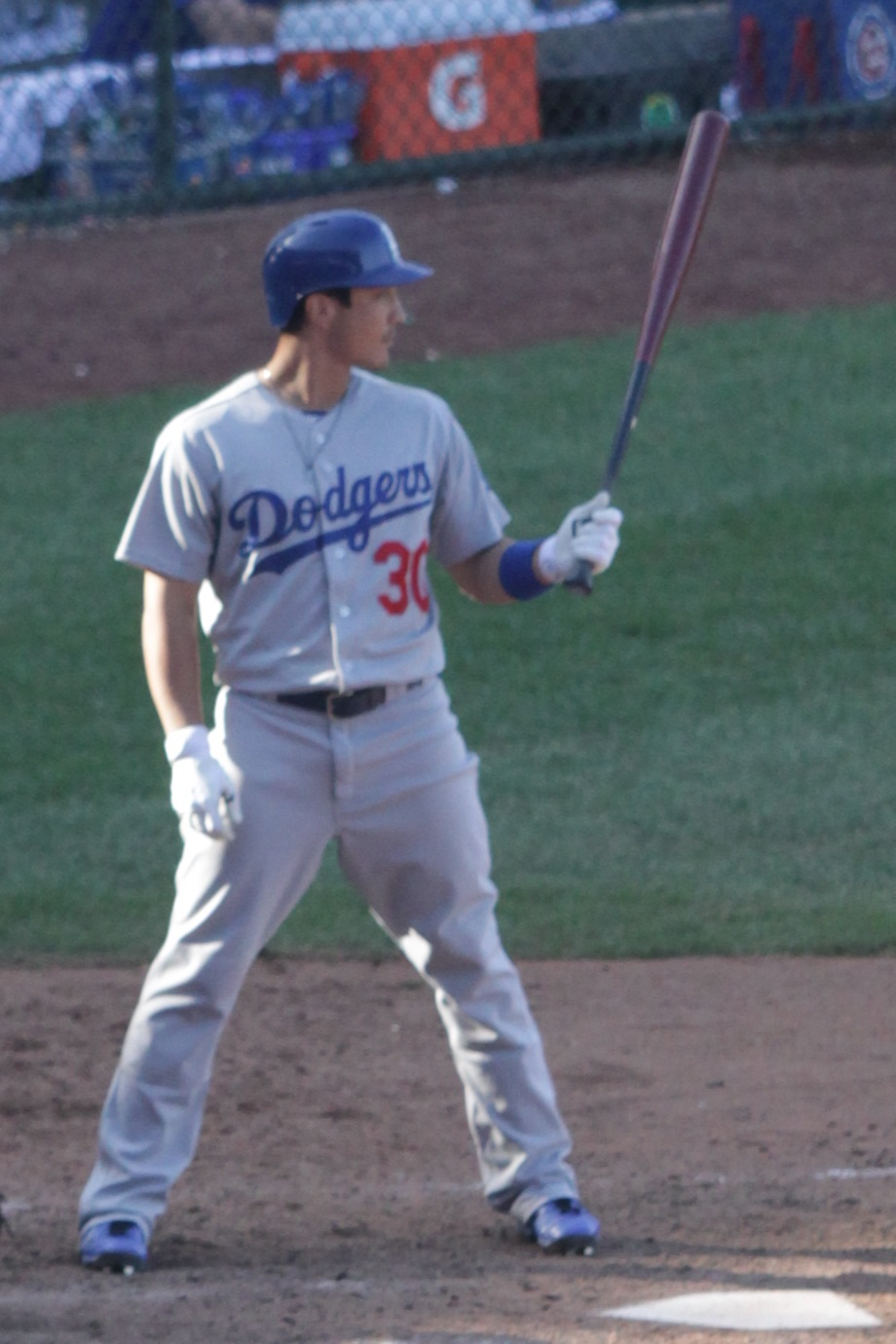
在道奇隊的巴恩尼

2014年7月28日，小熊隊將巴恩尼交易到道奇隊，換來一名日後指定球員。剩餘球季他在道奇隊出賽22場比賽，打擊率3成03。不過隔年他出賽2場比賽都沒有敲出安打，因此很快便被下放小聯盟。2015年6月12日，道奇隊將他放進指定讓渡名單。

### 多倫多藍鳥
2015年9月13日，道奇隊用巴恩尼向藍鳥隊交易傑克·莫菲。藍鳥隊也將Scott Copeland指定讓渡，並讓巴恩尼遞補其空缺。該年他出賽15場比賽，打擊率3成04，並敲出2轟與4分打點。由於他在9月後才加盟藍鳥，因此他無法隨隊出征季後賽。而他在10月22日成為自由球員。
2015年12月11日，巴恩尼再和藍鳥隊簽下1年105萬美元的合約。他在2016年5月31日敲出大聯盟生涯500安。7月1日，他在延長賽19局登板投球，不過吞下敗投。7月20日，他首度以外野手身分上場。整季他的打擊率為2成69，並敲出4轟與19分打點。
2017年1月12日，他和藍鳥隊再簽下1年288萬7500美元的合約。

### 德州遊騎兵
2018年2月5日，巴恩尼和遊騎兵簽下小聯盟合約。後來他在3月19日遭到球隊釋出。

## 個人生活
巴恩尼具有四分之一的韓國血統、四分之一的日本血統以及二分之一的高加索血統。而他目前已婚，並育有3個女兒。

## 外部連結
- 球員資訊和成績在MLB，ESPN，Baseball-Reference，Fangraphs（英文）